# Hartmut Graßl

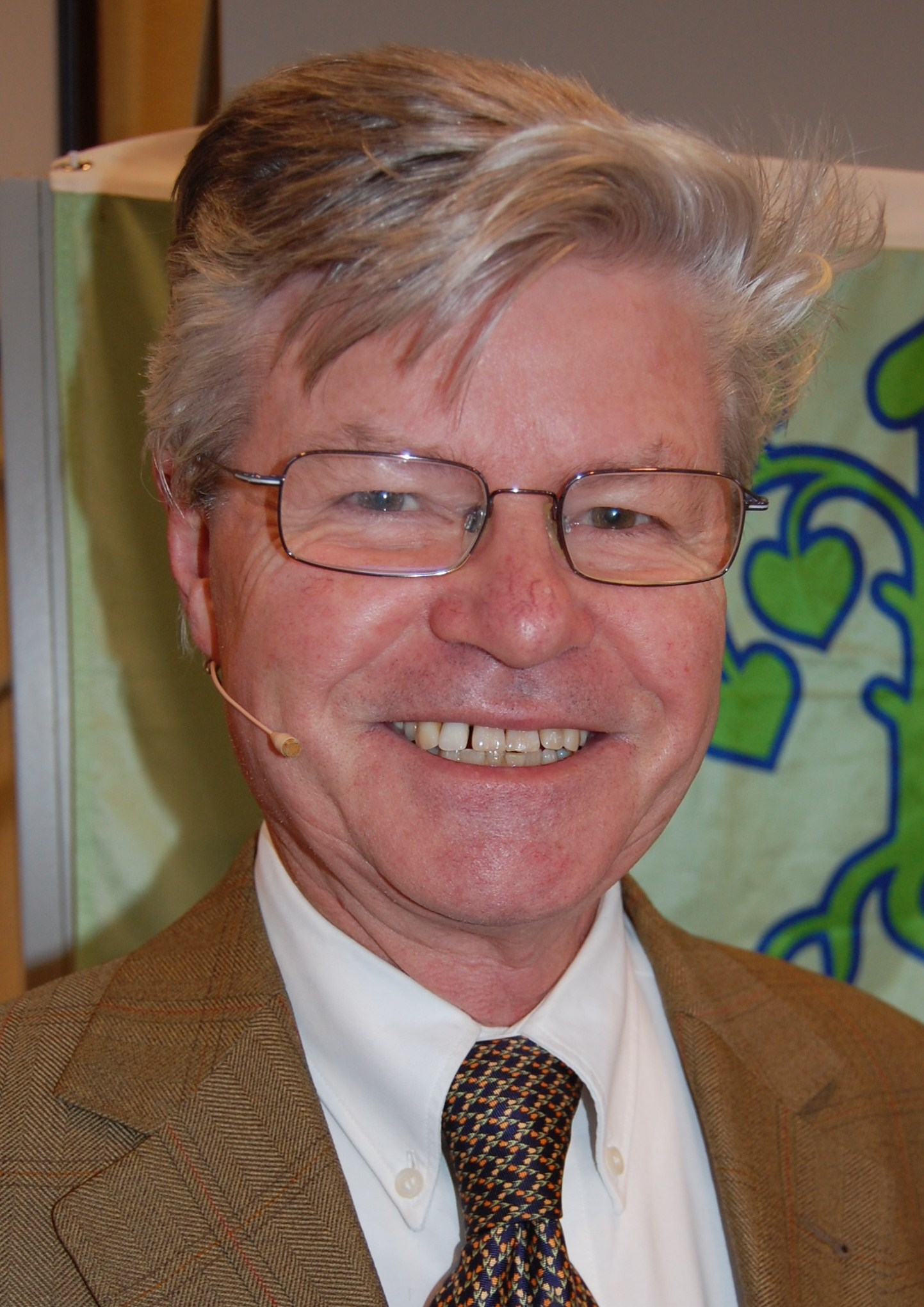
Hartmut Graßl im November 2010

Hartmut Graßl (* 18. März 1940 in Salzberg, heute Berchtesgaden) ist ein deutscher Klimaforscher.

## Leben
Graßl wuchs in Ramsau bei Berchtesgaden auf. Er studierte in München Physik und Meteorologie. Er nahm an Fahrten mit dem Forschungsschiff Meteor auf dem Atlantik und zum grönländischen Inlandeis teil. Anschließend promovierte er 1970 in München mit einer Dissertation über die Bestimmung der Größenverteilung von Wolkenelementen aus spektralen Transmissionsmessungen. Die nächsten Stationen waren das Meteorologische Institut in Mainz und eine GATE-Expedition. 1976 führte ihn sein Weg nach Hamburg, wo er 1978 zum Thema „Strahlungsübertragung in getrübten Atmosphären und in Wolken“ habilitierte. Der Ruf als Professor nach Kiel erfolgte 1981.
1984 wurde er Direktor des Instituts für Physik am GKSS-Forschungszentrum bei Hamburg.
1988 ging Graßl nach Hamburg zurück als Hochschullehrer an der Universität Hamburg und als Direktor an das Max-Planck-Instituts für Meteorologie (MPI). Diese Ämter hatte er mit Unterbrechungen bis zu seiner Emeritierung 2005 inne. Anfang bis Mitte der 1990er Jahre war er Mitglied der Enquête-Kommissionen „Vorsorge zum Schutz der Erdatmosphäre“ und „Schutz der Erdatmosphäre“ des Deutschen Bundestages. Er ist zudem Herausgeber der wissenschaftlichen Fachzeitschrift Theoretical and Applied Climatology.
Graßl warnte bereits in den 1980er Jahren vor einer Klimaerwärmung. Er betonte die Verantwortung der westlichen Industrieländer, kritisierte die Klimapolitik der USA und forderte die Öffentlichkeit auf, Druck auf die Politiker auszuüben. Von 1994 bis 1999 war Graßl Direktor des Weltklimaforschungsprogramms (WCRP) bei der World Meteorological Organization in Genf. Er förderte während seiner Mitgliedschaft im Wissenschaftlichen Beirat der Bundesregierung Globale Umweltveränderungen (WBGU) das Verständnis der komplexen Wirkungsgefüge globaler Umwelt- und Entwicklungsprobleme. Graßl war 1992–1993 und erneut 2000–2004 Mitglied und Vorsitzender des WBGU.
Er machte sich auch im Zusammenhang mit dem Kyoto-Protokoll verdient und ist Beirat im Forum Ökologisch-Soziale Marktwirtschaft sowie Mitglied des NABU-Kuratoriums. Seit November 2015 ist er Vorstandsvorsitzender der Vereinigung Deutscher Wissenschaftler. Er ist Mitglied des Stiftungsrates der Münchener Rück Stiftung und der Akademie der Wissenschaften in Hamburg. Zusammen mit Claudia Kemfert, Michael Müller, Andreas Knie und Gero Lücking schreibt er als Mit-Herausgeber des Online-Magazins Klimareporter Beiträge zu Klimaforschung und Energiewende.

## Auszeichnungen und Ehrungen
- Tyler-Preis
- Universitäts-Medaille in Silber der Universität Hamburg
- Ehrendoktorwürde des Fachbereichs Geowissenschaften der Freien Universität Berlin
- 1971: Preis der Deutschen Meteorologischen Gesellschaft
- 1991: Max-Planck-Forschungspreis (gemeinsam mit Yuri Timofeyev)
- 1995: Bundesverdienstkreuz 1. Klasse
- 1995: Ordentliches Mitglied der Academia Europaea[4]
- 1998: Deutscher Umweltpreis
- 2002: Großes Bundesverdienstkreuz
- 2007: Bayerische Staatsmedaille für Verdienste um Umwelt und Gesundheit
- 2010: Reinhard-Süring-Plakette der Deutschen Meteorologischen Gesellschaft

## Publikationen (Auswahl)
- mit Reiner Klingholz: Wir Klimamacher. Auswege aus dem globalen Treibhaus. Verlag S.Fischer, Frankfurt am Main 1990, ISBN 3-10-028605-7.
- Peter Frieß, Andreas Fickers (Hrsg.): Helmut Schmidt und Hartmut Graßl sprechen über die Bringschuld der Wissenschaftler gegenüber der Gesellschaft und die Annahmepflicht der Politiker gegenüber wissenschaftlicher Erkenntnis. (= Technik-Dialog. Heft 3). Deutsches Museum, Bonn 1995, OCLC 907718871.[5]
- Wetterwende. Vision: globaler Klimaschutz. Campus-Verlag, Frankfurt am Main 1999, ISBN 3-593-36035-7.
- Was stimmt? Klimawandel: die wichtigsten Antworten. Herder, Freiburg u. a. 2007, ISBN 978-3-451-05899-8.
- mit Dieter Deiseroth (Hrsg.): Whistleblower-Enthüllungen. Dok. zur Verleihung der Whistleblower-Preise 2015. Berliner Wissenschafts-Verlag, 2016, ISBN 978-3-8305-3641-3.